# Skoll (astronomia)
Skoll è un satellite naturale minore del pianeta Saturno.

## Storia
Skoll è stato scoperto da Scott Sheppard, David Jewitt e Jan Kleyna il 26 giugno 2006, grazie ad osservazioni condotte fra il 5 gennaio ed il 30 aprile dello stesso anno.
Il satellite deve il proprio nome alla figura mitologica di Skǫll, un gigantesco lupo, gemello di Hati, secondo la mitologia norrena. Il nome è stato assegnato ufficialmente dall'Unione Astronomica Internazionale il 29 marzo 2007; in precedenza il satellite era noto mediante la designazione provvisoria S/2006 S 8.